# Muerte celular
La muerte celular es el cese de las funciones vitales de una célula producida por cambios morfológicos, funcionales y químicos irreversibles. La muerte de las células puede desencadenarse por múltiples causas naturales: pérdida de su función, daño mecánico, infección por microorganismos o virus, acción de agentes químicos tóxicos o la falta de nutrientes. Ésta según criterios clásicos, se puede dividir en una muerte que transcurre por mecanismos regulados llamada “programada” que es la que se produce en el desarrollo embriológico y la no regulada o accidental causada por agentes tóxicos, isquemia, etc. Los tipos de muerte celular incluyen la apoptosis, la autofagia, la necrosis y la erebosis.

## Lesión celular
La lesión celular se define como un hecho o estímulo (sustancia química tóxica), que perturba la homeostasis normal de la célula, lo que hace que se produzcan diversos acontecimientos. Las dianas principales de la lesión letal que figura en el ejemplo son la inhibición de la síntesis del adenosin trifosfato 
(ATP), la interrupción de la continuidad de la membrana plasmática y la supresión de factores esenciales para el crecimiento.
Las lesiones letales acaban en la muerte de la célula al cabo de un período de tiempo variable, que depende de la temperatura, el tipo de célula y el estímulo; pero también pueden producirse lesiones subletales o crónicas —que provocan un estado de alteración de la homeostasis que, aunque anómalo, no desemboca en la muerte de la célula. En los casos de lesión letal se observa antes de la muerte celular lo que se llama la “fase pre-letal”. Si durante ese tiempo se elimina el estímulo causante, la célula se recupera; sin embargo, llega un momento (el “punto sin retorno” o punto de muerte celular) en el que a pesar de eliminarse la causa de la lesión la célula no puede recuperarse, sino que pasa por un proceso de degradación e hidrólisis hasta llegar finalmente al equilibrio fisicoquímico con el entorno. Es la fase que se conoce como necrosis. Durante la fase pre-letal se producen principalmente dos tipos de alteraciones, dependiendo de la célula y del tipo de lesión. Esos dos tipos de alteraciones se denominan apoptosis y oncosis.
Indicadores pre-letales del estrés celular
- Depleción de glutatión
- Transducción de señal del estrés pre-apoptótico/necrótico (ejem: translocación del factor de transcripción del factor nuclear potenciador de las cadenas ligeras kappa de las células B activadas (NFB)
- Adaptaciones celulares (ejm: enzimas antioxidantes, hiperpolarización de la membrana mitocondrial, biogénesis mitocondrial)
- Alteraciones de ATP y homeostasis del calcio como por ejemplo el diclofenaco
- Alteraciones de la funcionalidad celular (ejm: proliferación, autofagocitosis de orgánulos intracelulares irregulares)

## Apoptosis

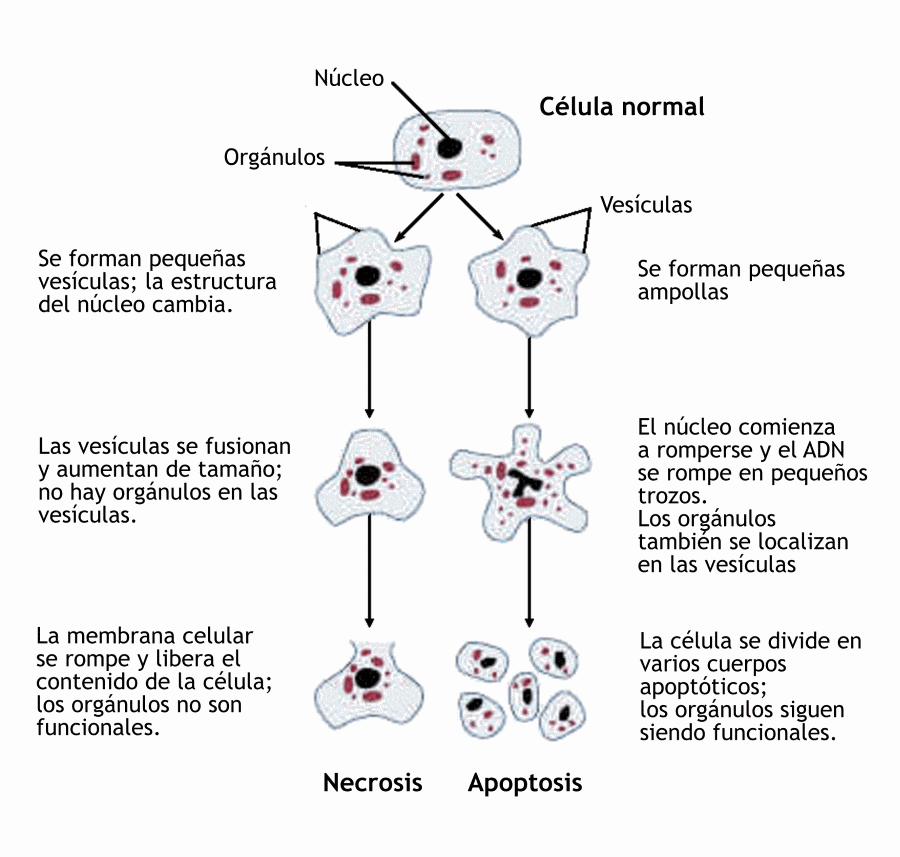
Cambios estructurales en las células bajo la necrosis o la apoptosis

Se trata de un neologismo tomado del griego clásico (apo: “fuera de” o ”separación” y ptosis: “caída”): apoptosis. Se eligió este nombre porque, durante este fase de alteración pre-letal, la célula se retrae y se forman en su periferia numerosas vesículas que después se desprenden y se alejan flotando. 
Mediante una orden genética y motivada sintéticamente se inicia una serie de eventos bioquímicos que conducen a cambios característicos en la morfología de las células y, eventualmente, a su muerte, como respuesta a una serie de acontecimientos fisiológicos o patológicos. En este caso, una serie de estímulos o señales hacen que la célula decida su propia muerte; es lo que se ha calificado como la muerte que permite vivir. 
Se trata de un mecanismo de muerte celular que conlleva la activación de mecanismos específicos que dictan que se produzca un suicidio o muerte celular programada: una serie de eventos que culminan en la muerte de la célula de forma genéticamente regulada. Estos mecanismos fisiológicos de muerte son empleados por los organismos multicelulares durante el desarrollo, la morfogénesis y en el mantenimiento de la homeostasis tisular en el organismo adulto, así como para controlar el número de células y eliminar células infectadas, mutadas o dañadas. 
Este tipo de muerte celular se realiza de una forma ordenada y silenciosa, y confiere ventajas al conjunto del organismo durante su ciclo vital, de esta forma la muerte por apoptosis es más limpia que la necrosis; se detectan cambios morfológicos particulares y la membrana celular, que no se destruye, engloba a los cuerpos apoptóticos o material celular. No se produce inflamación ya que las células fagocitarias reconocen, captan y eliminan los cuerpos apoptóticos. Existe cierta variación en la sucesión de eventos y la bioquímica que se desarrolla en cada caso particular. 
Al mismo tiempo, hay evidencia de que ciertos síntomas de la apoptosis, tales como la activación de endonucleasas, pueden ser inducidos falsamente sin involucrar una orden genética, sin embargo, esto no involucra la muerte celular programada. 

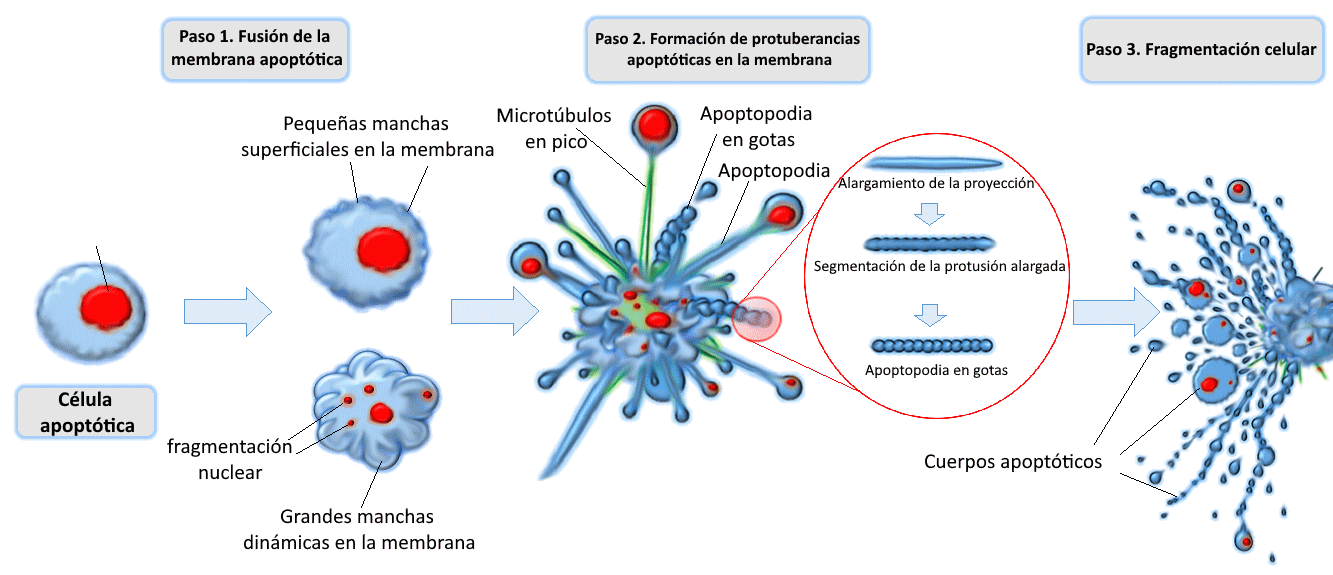
Apoptosis celular

También, es cada vez más claro que la mitosis y apoptosis están alternadas o vinculadas de alguna manera y que el equilibrio alcanzado depende de que las señales recibidas de los factores de crecimiento o supervivencia sean los apropiados.
La apoptosis se da en diversos tipos de células a consecuencia de diversos tipos de lesión tóxica:
- Es especialmente pronunciada en los linfocitos, donde es el principal mecanismo de reposición de clones linfocíticos. Los fragmentos resultantes se convierten en los cuerpos basófilos que se observan en el interior de los macrófagos en los ganglios linfáticos.
- En otros órganos, la apoptosis se produce típicamente en células aisladas que se eliminan rápidamente, antes y después de la muerte, al fagocitar sus fragmentos células parenquimales vecinas o macrófagos.

Antes de morir, las células apoptóticas muestran un citosol muy denso con las mitocondrias normales o condensadas. El retículo endoplásmico (RE) es normal o está sólo ligeramente dilatado. La cromatina del núcleo está claramente acumulada a lo largo de la envoltura y alrededor del nucleolo. El contorno del núcleo es también irregular, y hay fragmentación nuclear. La condensación de la cromatina está asociada con una fragmentación del ADN que, en muchos casos, se produce entre nucleosomas, lo que explica el característico aspecto de escalera en la electroforesis. En la apoptosis, el aumento de [Ca2+]i puede estimular el flujo de salida de K+, que hace que la célula se retraiga, probablemente con necesidad de ATP. Por consiguiente, es más probable que deriven en apoptosis las lesiones que inhiben totalmente la síntesis de ATP. El incremento sostenido del [Ca2+]i tiene diversos efectos deletéreos, como la activación de proteasas, endonucleasas y fosfolipasas. La activación de las endonucleasas provoca roturas sencillas y dobles del ADN, lo cual estimula a su vez un aumento de los niveles de (proteína supresora de tumores: p53), y poli-ADP riboxilación, así como de proteínas nucleares que son esenciales para la reparación del ADN. La activación de las proteasas modifica una serie de sustratos, como la actina y proteínas conexas, lo que lleva a la formación de vesículas. Otro sustrato importante es la poli (ADP-ribosa) polimerasa (PARP), que inhibe la reparación del ADN. El aumento del [Ca2+]i está asociado también a la activación de una serie de protein-quinasas, como la MAP quinasa, la calmodulina quinasa y otras. Esas quinasas participan en la activación de factores de transcripción que inician la transcripción de genes inmediatos, como por ejemplo c-fos, c-jun y c-myc, y en la activación de la fosfolipasa A2, que tiene como resultado la permeabilización de la membrana plasmática y de las membranas intracelulares, como las membranas interiores de las mitocondrias.

GIF: apoptosis

Sin embargo, la apoptosis no es el único mecanismo de suicidio celular. Dependiendo del tipo celular y del tipo de estímulo de muerte, cuando las células están preparadas para morir estas pueden seleccionar entre distintas vías de muerte: heterofagia, autofagia y muerte no lisosomal. Estos tres tipos pueden distinguirse en función de la localización y papel de los lisosomas. La heterofagia corresponde a lo que hoy conocemos como apoptosis. Como muerte celular programada también se considera la autofagia, la necroptosis y la muerte mediada por PARP-1 (poli [ADP-ribosa] polimerasa 1).

## Autofagia
La autofagia es un proceso catabólico de las células eucariotas en el cual el citoplasma, incluyendo el exceso de orgánulos o aquellos deteriorados o aberrantes, son secuestrados en vesículas de doble membrana y liberados dentro del lisosoma o vacuola para su descomposición. Este proceso juega un papel esencial en la adaptación al ayuno y a las condiciones ambientales cambiantes, a la remodelación celular durante el desarrollo y acumulación de orgánulos alterados hiper generadores de especies reactivas de oxígeno en las células en envejecimiento.

## Erebosis

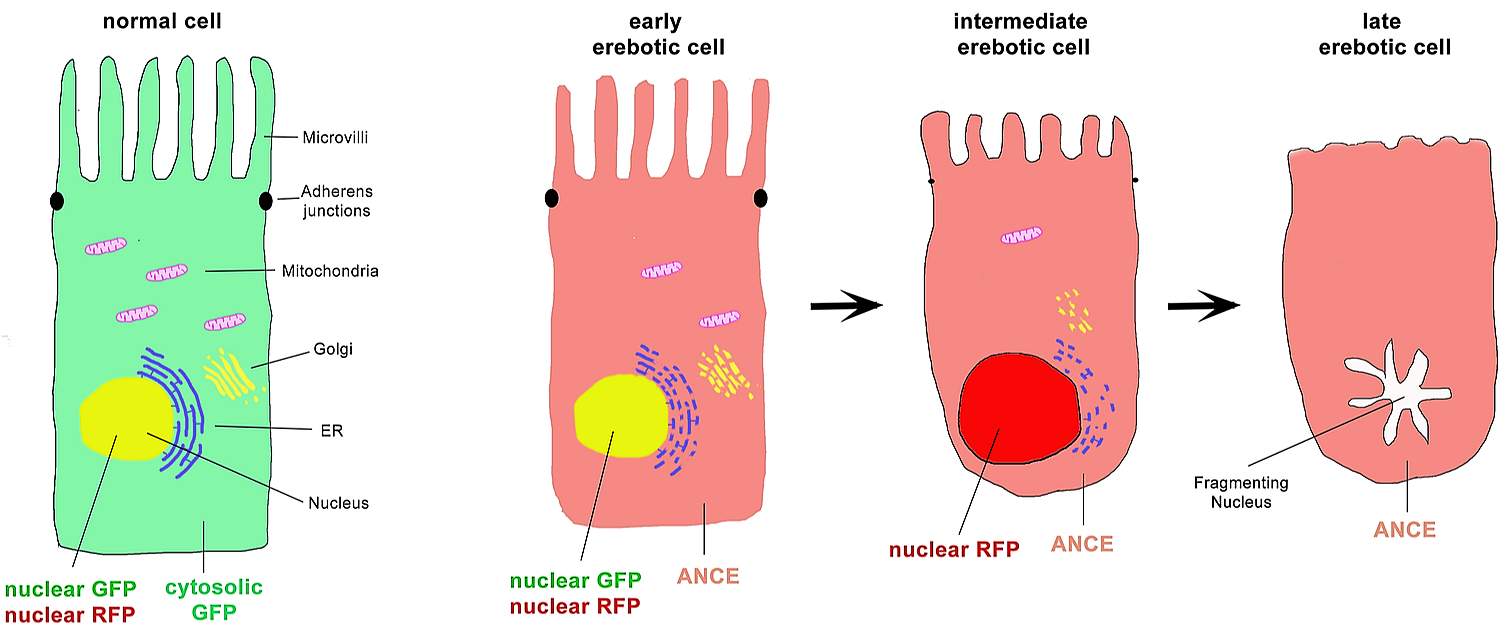
Erebosis: esquema del deterioro del enterocito.

Es una forma diferente de muerte celular, que explica la muerte celular de los enterocitos. “Erebosis” (del griego έρɛβος, que significa “oscuridad profunda”).

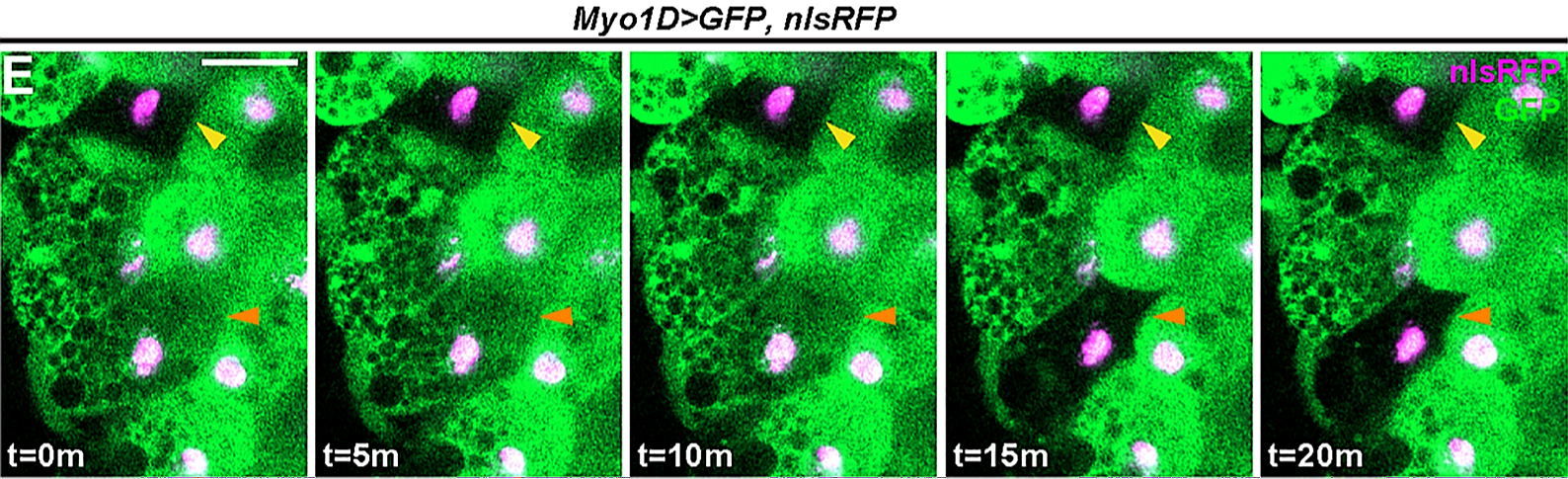
Enterocito durante el proceso de erebosis (flecha naranja).

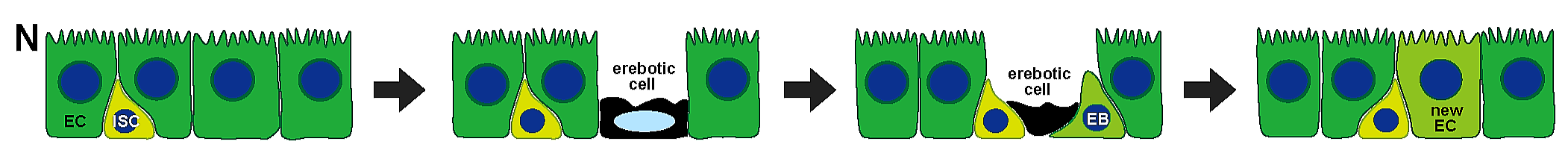
Enterocitos durante la erebiosis

Existe una amplia evidencia de que la apoptosis y/o la extrusión apical en el intestino, ocurren y juegan un papel importante en condiciones de estrés como en la infección, el daño tisular o la inanición. La erebosis es un proceso gradual, 
importante en el contexto fisiológico normal de los enterocitos del intestino.

## Necrosis
La necrosis (del griego nekrós “muerte”) es la muerte patológica de las células o tejidos del organismo. Se origina por una lesión aguda, irreversible, derivada de una situación no fisiológica o condición patológica y que no puede ser reparada por mecanismos de adaptación y de resistencia lo que produce la muerte prematura de las células en el tejido vivo por autólisis. Con incapacidad de mantenimiento de la integridad de la membrana plasmática, escapatoria de elementos citoplasmáticos y desnaturalización de las proteínas por acción de los lisosomas.
Esta forma de muerte celular se califica como un proceso violento ya que las células se hinchan, se deterioran las estructuras celulares, y se paralizan funciones críticas para la vida. La pérdida de viabilidad se asocia a la rotura de la membrana plasmática con la consecuente lisis celular y liberación al exterior del contenido citoplasmático y orgánulos, dañando al tejido en el que se encuentra. La liberación del contenido celular puede provocar a su vez reacciones inflamatorias.
Por esta razón, a menudo es necesario eliminar el tejido necrótico quirúrgicamente, un procedimiento conocido como desbridamiento. El resultado de la necrosis no tratada es una acumulación de tejido muerto y restos de células en o cerca del sitio de la muerte celular. Un ejemplo clásico es la gangrena.
Ésta se produce debido a agentes nocivos, condiciones o circunstancias determinadas, como un aporte insuficiente de sangre al tejido (isquemia), falta de oxígeno (hipoxia), un traumatismo, la exposición a la radiación ionizante, la acción de sustancias químicas o tóxicos o, por ejemplo, por una infección o por el desarrollo de una enfermedad autoinmune.
Una vez que se ha producido y desarrollado, la necrosis es irreversible. Mientras que la apoptosis a menudo proporciona efectos beneficiosos para el organismo, la necrosis es casi siempre perjudicial y puede ser fatal.
Cabe distinguir dos tipos: la necrosis oncótica y la necrosis apoptótica.
- La necrosis oncótica suele darse en zonas amplias, por ejemplo en un infarto de miocardio, o regionalmente en un órgano que ha sufrido toxicidad química, como el túbulo proximal del riñón tras la administración de HgCl2. Se ven afectadas amplias zonas del órgano, y las células necróticas incitan rápidamente a una reacción inflamatoria, al principio aguda y después crónica. Si el organismo sobrevive, en muchos órganos siguen a la necrosis la eliminación de las células muertas y la regeneración, por ejemplo en el hígado o en el riñón después de una toxicidad química.
- La necrosis apoptótica, en cambio, se desarrolla típicamente a nivel de células individuales, y los detritos necróticos se forman en el interior de los fagocitos o macrófagos o de las células parenquimales vecinas.

Entre las primeras manifestaciones de la necrosis celular están las interrupciones de la continuidad de la membrana plasmática y la aparición de densidades floculentas, que son proteínas desnaturalizadas dentro de la matriz mitocondrial. En algunas formas de lesión que inicialmente no interfieren la acumulación de calcio en las mitocondrias, se observan en el interior de éstas depósitos de fosfato de calcio. También se fragmentan de manera análoga otros sistemas membranosos, como el RE, los lisosomas y el aparato de Golgi. Al final, la cromatina del núcleo sufre una lisis resultado del ataque de hidrolasas lisosómicas. Tras la muerte celular, las hidrolasas lisosómicas desempeñan un papel importante en la eliminación de los detritos con el concurso de catepsinas, nucleolasas y lipasas, pues éstas tienen un pH ácido óptimo y pueden sobrevivir al pH bajo de las células necróticas mientras que otras enzimas celulares se han desnaturalizado y desactivado.
Mecanismos
1. Estímulo inicial

En el caso de las lesiones letales, las más comunes de las interacciones iniciales que desembocan en muerte celular son las que consisten en:
- Interferencia del metabolismo de la energía, como en el caso de la anoxia, la isquemia o los inhibidores de la respiración.
- Glicólisis, como en el caso del cianuro de potasio, el monóxido de carbono, yodo-acetatos, etc.

Como se ha señalado anteriormente, es característico que las dosis altas de compuestos que inhiben el metabolismo de la energía desemboquen en oncosis. El otro tipo frecuente de lesión inicial que deriva en muerte celular aguda es la modificación de la función de la membrana plasmática. Puede consistir bien en un daño directo con permeabilización, como en los casos de trauma o de activación del complejo C5b-C9 del complemento, bien en un daño mecánico a la membrana celular, bien en la inhibición de la bomba de sodio-potasio (Na+-K+) por glicóxidos como la ouabaína. También producen lesión letal aguda ionóforos de calcio como la ionomicina o el A23187, que transportan rápidamente [Ca2+] por el gradiente hasta la célula. En algunos casos, la alteración preletal sigue la pauta de la apoptosis; en otros, la de la oncosis.
2. Rutas de señalización
En muchos tipos de lesión se ven afectadas rápidamente la respiración y la fosforilación oxidativa en las mitocondrias. En algunas células, ello estimula la glicólisis anaeróbica, que es capaz de mantener el ATP, el cual sin embargo se inhibe cuando las lesiones son numerosas. La falta de ATP tiene como resultado que no se aporta energía a diversos e importantes procesos homeostáticos, sobre todo al control de la homeostasis iónica intracelular. Ello hace que aumente rápidamente el [Ca2+]i, y el incremento de [Na+] y [Cl-] hace que la célula se hinche. El aumento de [Ca2+]i activa otros mecanismos de señalización, entre ellos una serie de quinasas, lo que puede provocar un incremento de la transcripción de genes inmediatos.
El aumento del [Ca2+] modifica asimismo la función citoesquelética, con formación de vesículas y activación de endonucleasas, proteasas y fosfolipasas. Parece que éstas desencadenan muchos de los importantes efectos, como el daño a la membrana por activación de las proteasas y lipasas, la degradación directa del ADN por activación de las endonucleasas y la activación de quinasas como la MAP quinasa y la calmodulina quinasa, que actúan como factores de transcripción. 
| Apoptosis | Necrosis |
| --- | --- |
| Muerte fisiológica. Proceso muy regulado y controlado | Muerte no fisiológica; muerte accidental traumática. Proceso no regulado.                                                 |
| Se produce durante el desarrollo, mantiene la homeostasis tisular y elimina células dañadas | No se produce durante el desarrollo                                                                                       |
| Inducida por estímulos intracelulares o extracelulares | Inducida por un daño celular o tisular                                                                                    |
| Proceso energéticamente activo y que requiere la biosíntesis de proteínas | Proceso energéticamente pasivo                                                                                            |
| Sigue un orden específico de eventos. Condensación de la cromatina y fragmentación internucleosomal del DNA genómico. Mantenimiento estructural de orgánulos                                            | La célula se hincha, se lisan orgánulos subcelulares y se desintegra de forma desordenada.                                |
| Mantenimiento de la integridad de la membrana plasmática. El contenido celular queda englobado en los cuerpos apoptóticos. No se produce la liberación del contenido celular. No se produce inflamación | La ruptura de la membrana conduce a la liberación del contenido celular al espacio extracelular, asociada con inflamación |
| Participación activa de componentes celulares. Degradación mediada por caspasas. | Proceso pasivo |
| Fagocitosis de cuerpos apoptóticos | Lisis celular y daño a las células vecinas                                                                                |

## Dianas farmacológicas
El conocimiento del mecanismo de señalización intracelular, desde la activación de receptores hasta la fase ejecutora, está permitiendo establecer nuevas dianas farmacológicas en diversas enfermedades como el cáncer, enfermedades neurodegenerativas y el sida. El estudio de estas vías de señalización hace posible la intervención y, en algunos casos, la interrupción de la progresión de los procesos de muerte celular
Son varias las líneas abiertas dentro de este campo de investigación debido a que la mayoría de las células están programadas genéticamente para el suicidio, hecho que se encuentra reforzado por los resultados obtenidos con la utilización de fármacos inhibidores de la síntesis de proteínas que previene a las células frente a determinados estímulos. Otras se centran en el diseño y estudio de fármacos que bloquean los incrementos descontrolados de la [Ca2+] en el interior de la célula con el fin de ampliar el abanico de fármacos utilizados en patologías cardíacas y neurodegenerativas. Destacan también los avances realizados en fármacos antioxidantes o en moduladores de la trascripción habiéndose obtenido resultados esperanzadores en modelos experimentales. No podemos dejar de lado el gran avance realizado en el campo de las enzimas degradadoras, destacando algunos tetrapéptidos sintéticos inhibidores de caspasas.
Ejemplos de compuestos causantes de muerte celular: antineoplásicos
El objetivo de la quimioterapia es detener directamente el crecimiento celular del tumor dejándolas incapaces de duplicarse o iniciando artificialmente el proceso normal de muerte celular llamado “apoptosis”. En órganos normales, la apoptosis controla la cantidad de células en nuestro organismo en cualquier momento dado y proporciona señales al organismo cuando se necesitan nuevas células. En el caso del cáncer, las células tumorales pueden ser resistentes a la apoptosis o reproducirse más rápidamente que la cantidad de células que mueren, provocando el crecimiento de un tumor.
Los fármacos quimioterapéuticos se utilizan para detener este proceso reproductivo, para alterar el comportamiento de las células tumorales directamente. Hay dos categorías amplias de fármacos quimioterapéuticos: fármacos “citostáticos”, llamados también fármacos dirigidos o biológicos, que evitan la reproducción celular y fármacos “citotóxicos” que tienen como propósito provocar la muerte celular. 
Algunos ejemplos  de fármacos citotóxicos son:  Los agentes alquilantes  como el carboplatino, el cisplatino, la ciclofosfamida y la temozolomida (Temodar), antimetabolitos como el metotrexato (MTX) , antibióticos antitumorales y  hormonas como el tamoxifeno.